# جزرة البوحميد (دير الزور)
جزرة البوحميد قرية سورية تتبع ناحية كسرة في منطقة مركز دير الزور في محافظة دير الزور. بلغ عدد سكانها 5598 نسمة في عام 2004 حسب إحصاء المكتب المركزي للإحصاء.
تقع على الطريق الرئيسي الواصل بين دير الزور والرقة على الضفة اليسرى من نهر الفرات شمال غربي دير الزور فيها تل الحميضة الأثري، يحدها من الغرب قرية معدان عتيق، ومن الشرق جزيرة ميلاج والقصبي، ومن الجنوب جبل البشري.

## السكان
يسكن الجزيرة عشيرة البوشعبان وهي ذات فروع عديدة تنتسب إلى جدها شعبان وهم أبناء عمومة لعشيرة العقيدات وعشيرة الجبور، ويتوزعون في جزرة البوحميد وقرية البويطية، وفي البوكمال قرية السوسة، وقرية المسلخة، وأيضاً في محافظة الرقة وحلب، ولشعبان سبعة أبناء طبقاً لوثيقة النسب أنجبهم من امرأتين الأولى من عشيرة اللهيب التي ترجع إلى قبيلة شمر وأولادها هم: محمد وسبيع ومفلح وهازع وعلي، أما الثانية فهي من عشيرة طي وأولادها هم: حسن ومعروف أبناء محمد بن شعبان ويسمونهم البو محمد، وهم: البوشيخ والبوسالم والفردون والعميرات والعجاجين والحسين والعلي وسبب التسمية البوحميد يعود لجدهم مثل البوعمر والبوحسن وغيرها من القرى التي تنتسب لجدهم الأكبر».

## الخدمات
يعمل أهالي الجزيرة في الزراعة ويزرعون القطن والحنطة بالإضافة إلى الخضراوات، يستفيد أهل القرية من قرب النهر ويعملون في صيد السمك، إضافة لتربية المواشي والاستفادة من لحومها ومنتجاتها، ويوجد في القرية محطة تصفية لمياه الشرب تقدم مياه الشرب النقية إلى سكان القرية والتجمعات السكانية، إضافة لوجود مدارس للمراحل الأساسية والثانوية، وهناك سوق السبت الذي يرتاده الأهالي للتسوق ولبيع منتجاتهم، والبلدة مغطاة بالكهرباء بشكل كامل، وتتوافر فيها خدمة الهاتف، ومركز صحي وفرن آلي، وقد تم تنفيذ العديد من المشاريع الخدمية من صرف صحي وتعبيد للطرق وإنارة للشوارع، وتقام في البلدية باستمرار دورات محو أمية ودورات خياطة.